# Crihalma, Brașov
Crihalma, alternativ Craihalma, (în maghiară Királyhalma, în trad. "Dealul Regelui", în germană Königsperg, Königsberg, în trad. "Dealul Regelui", în dialectul săsesc Kenegsbarich), este un sat în comuna Comăna din județul Brașov, Transilvania, România.
Populația satului a scăzut vertiginos în ultimii ani, tinerele cupluri au început să părăsească satul mutându-se cu precădere în orașele apropiate Făgăraș și Rupea.

## Demografie
- În anul 1733, când episcopul unit cu Roma Inocențiu Micu-Klein a organizat o conscripțiune[4] în Ardeal, în localitatea românească[5] Crihalma trăiau 131 de familii, adică vreo 655 de suflete.[6] Din registrul aceleiași conscripțiuni mai aflăm că la Crihalma serveau doi preoți greco-catolici: Avram și Iuon. În Crihalma funcționa o biserică greco-catolică, exista o casă parohială, iar de pe fânețele parohiei se strângeau câte 3 care de fân.[6] Denumirea satului era redată în limba maghiară, întrucât rezultatele recensământului erau destinate unei comisii formate din neromâni, în majoritate unguri.[7]
- La recensământul din anul 2002 au fost înregistrați 721 de locuitori.

## Folclor
Localitatea este cunoscută în special pentru dansul Fecioareasca Fetelor specific localității, care se află în prezent în repertoriul multor formații artistice profesioniste.

## Istoric și demografie
Satul Crihalma este situat la șes, sub dealul Doscior, pe malul drept al râului Olt.
Există o monografie a satului, nepublicată , întocmită de fostul preot al satului – Dionisie Bucur, în jurul anul 1950.  Data întemeierii satului nu se știe , neexistând documente care să ateste începutul, puținele dovezi care au existat au fost arhivate la Curtea Grofeasca din sat si au fost distruse în revoluția din 1848 și războiul din 1916, asa cum se arată în monografia mai sus menționată.
Legenda  spune că o crăiasă care domnea în regiunea aceasta și-a clădit o cetate cu ajutorul uriașilor din slujba sa, pe vârful Dealului Crăiței  sau Gruiul lui Crai. Crăiasa s-a măritat cu un prinț frumos, amândoi trăiau fericiți, până când odată, uriașii, revoltați i-au ucis pe amândoi și le-au mutat cetatea , luând-o pe umeri, în Cohalm ( Rupea). Și azi se mai găsesc  ruinele unei cetăți pe vârful Dealului Crăiței. Legenda este întărită și de existența denumirii anumitor locuri: Fântânița Crăiesei - un izvor cu apă cristalină , unde probabil domnița și-a potolit setea, Gruiului lui Crai sau dealul Craiței, Valea Crăiței ( valea care curge prin sat). Chiar și numele satului – Crihalma, care se trage de la ungurescul Kiralyhalma ( Kiraly - impărat; halma - deal), iar în nemțește Konigsberg  (dealul regelui).  În limba latină satul purta  numele „Magura regia”. Din puținele documente istorice reiese  că satul Crihalma exista in 1490, cand fusese dat ca feud unui nobil ungur Tetros de Kopan. Satul este de asemenea pomenit și în „Peregrinul transilvan” al lui I.C. Drăgușanu în 1835: “ înaintea mea este Țara Oltului, ca o grădină măreață, întinsă, țărmuită de Carpații Făgărașului și de malul ardelean, formând râpa dreaptă a Oltului la Măgura Regia (Crihalma) până la Tamum (Tălmaciu). Satul e pomenit și de Radu Mihnea în romanul său „Șoimii Carpaților” unde, eroina Contesa Cordelia de Saros-Patek (fiica contelui Cristian de Saros – Patek și nepoata de sora a fo- ispanului de Brașov) cere,  de la Ecaterina ( întreținuta călăului din Brașov- Martin Hender),  documente despre boeria lui Vlad Tudor, oferindu-i ca răsplată „moșia ei din Crihalma, cu conac, cu boi, cu cai, cu tot ce se afla acolo”.
La 1490, regele ungur Vladislav dă  din “feudas regii” ( dreptul regelui asupra pământului) pământul său din Crihalma ca feud, nobilului ungur Tetros de Kopan, din Turda, care neputându-l administra de la distanță  îl vinde familiei nobile române Matei Mailat din satul Comăna de Jos, sat vecin cu Crihalma, cu 300 de galbeni. Regele confirma, prin act oficial, în 10.05.1511, trecerea averii pe numele lui Mailat Matei. În 1537 Ștefan Mailat, dă fratelui său Dumitru averea de la Crihalma, numindu-l “mare proprietar”. În 1570, averea din Crihalma este moștenită de o fiică a lui Dumitru Mailat , care se căsătorește cu un grof Petki din regiunea Ciuc, ajungând astfel Petki  stăpân al moșiei din Crihalma. Crihalma este stăpânită astfel timp de 355 de ani  , (între 1570- 1925) de familia Petki. Până în 1840 toți urmașii familiei Petki se numesc Josef. În 1909 apare ca proprietar al moșiei compuse din : conac, magazii , grajduri, grădini, parc, Cavalerul Carol Auben căsătorit cu una din succesoarele familiei Petki. Sub el se face comasarea pământului, în 1911- 1912, pământul fiind împărțit în 5 tarlale. În 1916, Curtea Grofească din Crihalma este devastată de țărani la aflarea veștii intrării Regatului Roman în primul război mondial. Din moșia rămasă, multă parte se arendează și se vinde treptat , rămânând mai nimic din moștenire,  din averea familiei Petki. Moșia, de fapt grădinile moșiei  au fost îngrijite  de grădinarul Marton. În 1935 moșia compusă din: conac mare, în stare foarte bună, cu alee de castani, clădiri anexe pentru locuința moșierilor și a angajaților lor, magazii, grajduri, remiză uriașă pentru mașini, unelte, parc mare aranjat și îngrijit, ghețar mare, trei grădini, lac pentru colectarea reziduurilor menajere de la animale,etc,  este vândută de moștenitorii familiei Petki și cumpărată de 11 țărani din sat, cu contravaloarea a 11 perechi de boi la vremea respectivă.  Așa cum reiese din monografia întocmită de preotul satului – Dionisie Bucur, la vremea respectivă acesta a făcut multe demersuri la Consiliul de Miniștrii în vederea încercării de a determina și lămuri statul să cumpere moșia și a o transforma în școală , sau sanatoriu, ceea ce nu a reușit însă. După cumpărarea moșiei de către țărani, în termen de cca 3 luni aceștia au dărâmat-o și au tăiat totul vânzând materialele de construcție și tot ce au putut și folosind pământul. Aceștia au devenit astfel chiaburi însă au pierdut totul la colectivizare ca și ceilalți.
La vremea scrierii monografiei, 1950, în satul Crihalma erau 213 case, toate din cărămidă, acoperite cu țiglă, fiecare cu 2-3 încăperi și o tindă ( antreu) , cu podea de scândură, cu pivniță  total sau parțial sub casă și pod pentru păstrat alimente, obiecte.  Populația satului, la vremea respectivă era de cca. 1.000 locuitori, toți români, de religie ortodoxă și numai 5 familii de populație de etnie romă stabili, creștini care trăiau dependenți de familiile țăranilor din sat la care lucrau să-și câștige existența, fiind harnici, liniștiți și fără griji. Între timp, până la ora actuală,  populația a scăzut apoi a crescut din nou, numărul românilor din sat fiind  din ce în ce mai mic , locul lor fiind luat de cetățenii de etnie rromă care au intrat în sat prin cumpărarea caselor de la țăranii români, astfel încât populația dominantă este cea de etnie rromă, conform ultimului recensământ. Sunt însă mici semne ca populația să fie  în creștere, tineretul să mențină tradiția sau să se întoarcă în sat pe cât posibil.
La începuturi satul a fost un sat de iobagi, pe moșia stăpânită de serii de grofi “ domni de pământ” care au stăpânit aceste plaiuri, îmbogățindu-se pe spatele și munca țăranilor , țăranii fiind considerați doar unelte de muncă și câștig.
În monografia nepublicată a preotului Dionisie Bucur se arată că în anul 1792 în satul Crihalma erau 73 de case de iobagi, 5 case de jeleri (oameni cu funcții în sat sau la Curtea Grofească) și 11 case de cetățeni de etnie rromă, toți fiind împărțiți între „domnii de pământ” – moștenitorii  familiei Petki.
Preotul Dionisie Bucur, cel care s-a preocupat a aduna câteva date documentare din istoria satului Crihalma , a fost un fiu al satului, născut în 1890, tatăl său fiind învățător în sat , tot fiu al satului, iar el a fost preot timp de 51 de ani în perioada 1914 – 1965. Datorită firii sale dinamice, fiind ambițios, harnic și perseverent , a reușit să desfășoare o activitate intensă pe plan cultural, administrativ ,economic, și social realizând multe planuri de interes obștesc: construcția podului peste Olt, înființează târgul în comună, înființează și conduce Cooperativa de consum din sat, contruiește căminul Cultural, fiind totodată și scriitor, publicând și scriind multe piese de teatru, etc, jucate de elevii de la școala din sat.

## Personalități
- Cornel Mihulecea,  inginer electrotehnician român, om de știință, Președinte al Comitetului de Stat pentru Energie Nucleară (1976-1989)

## Imagini

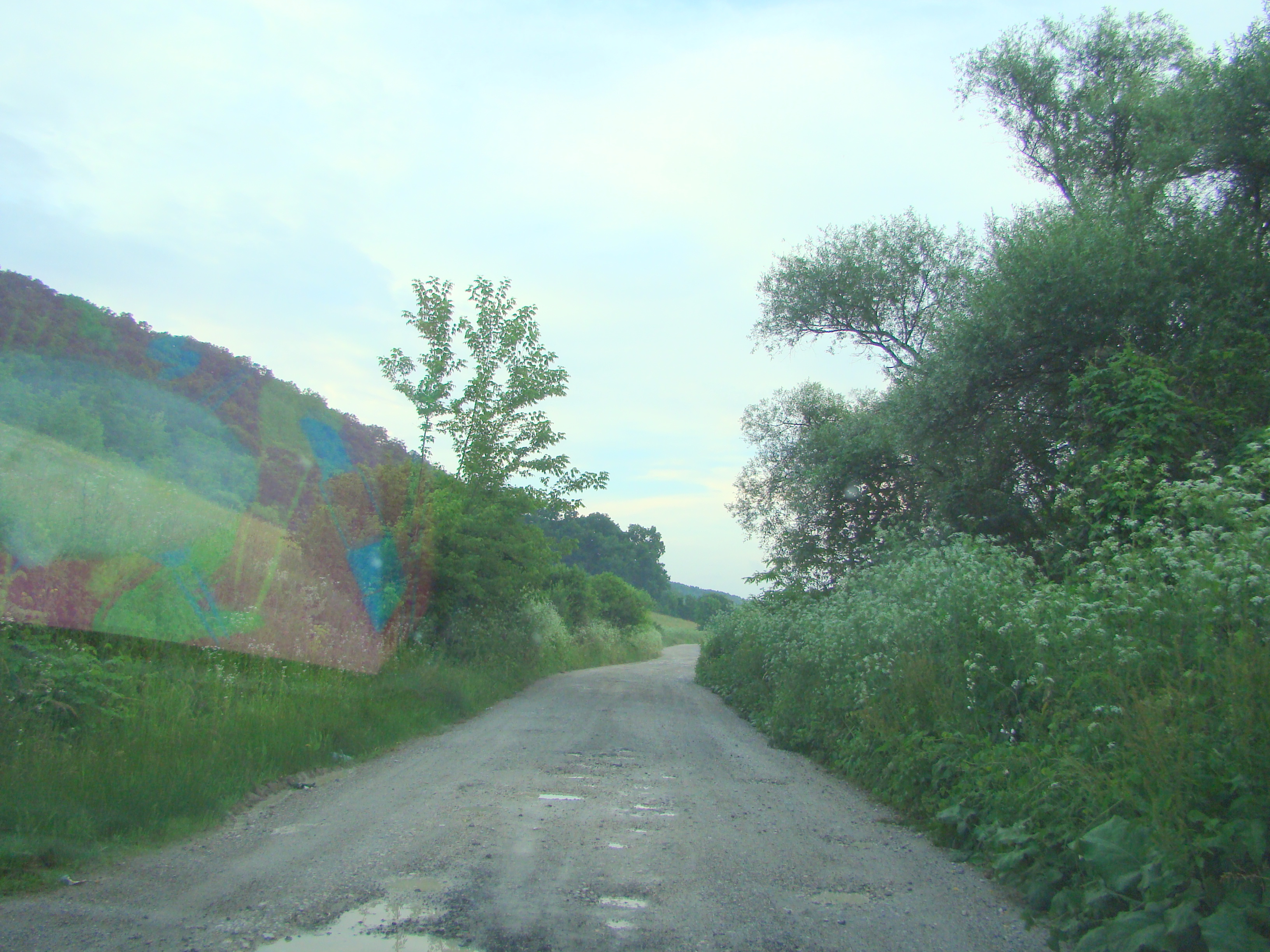
O „capodoperă” a infrastructurii rutiere: drumul Crihalma-Ungra
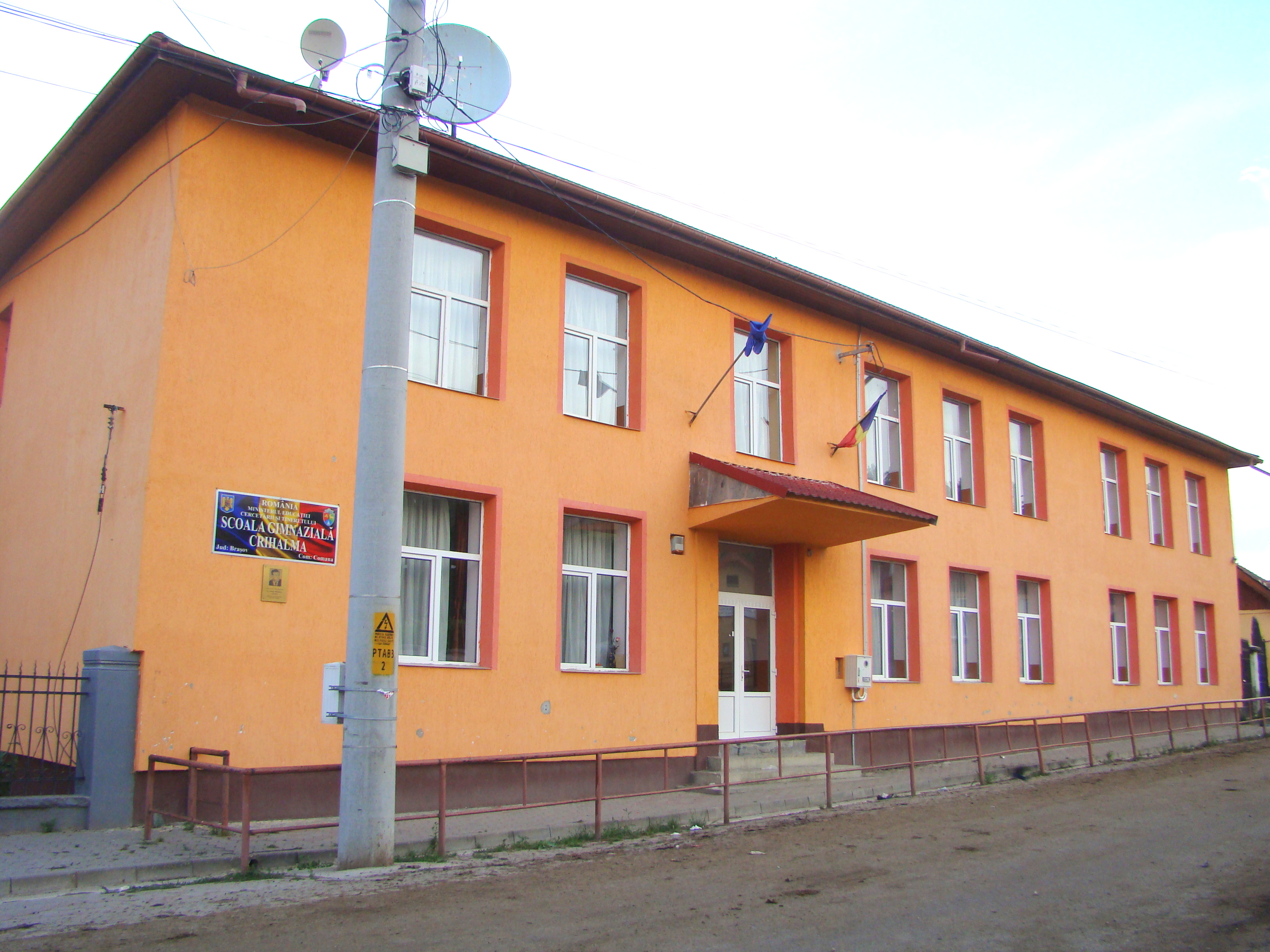
Școala
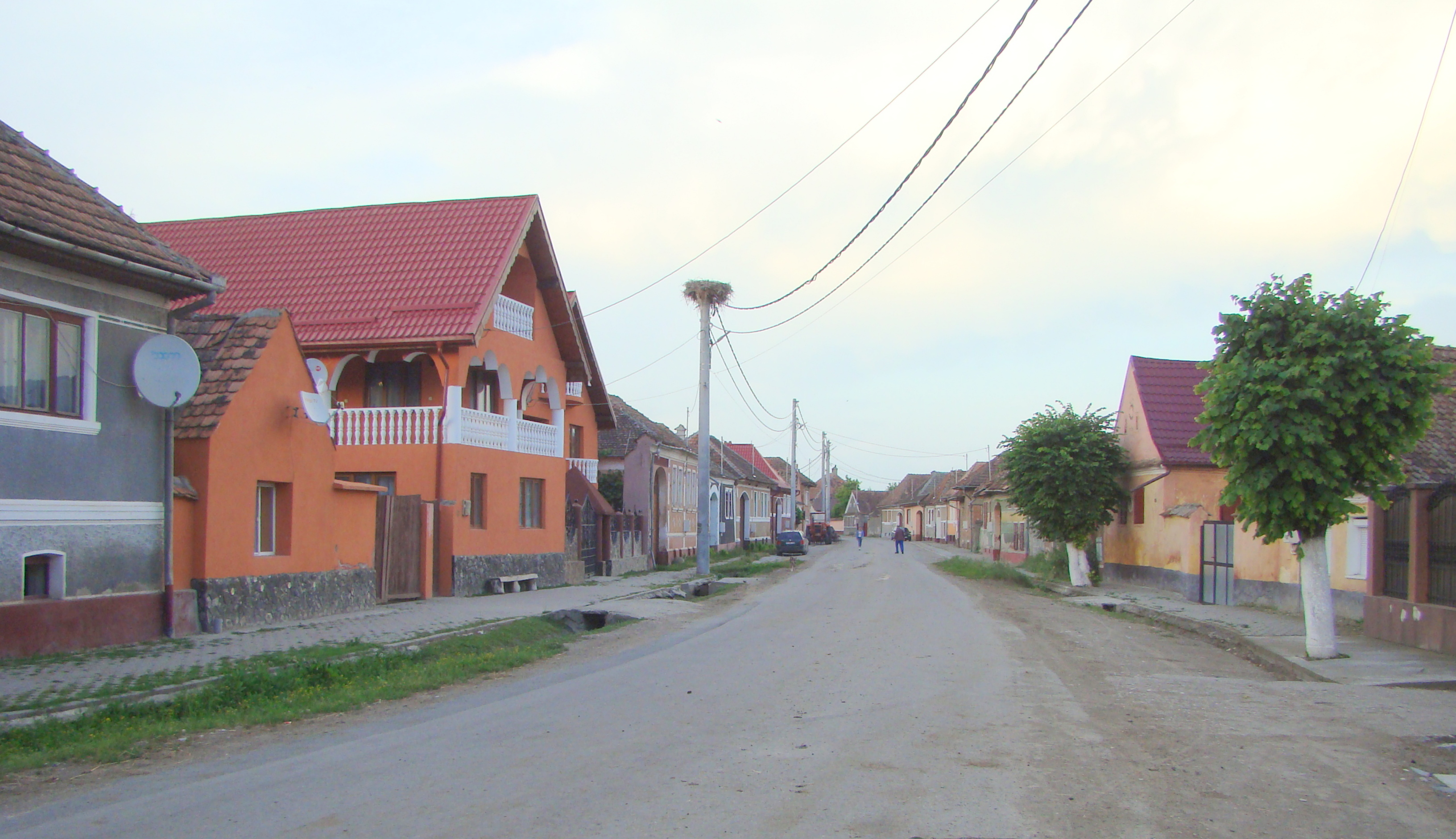
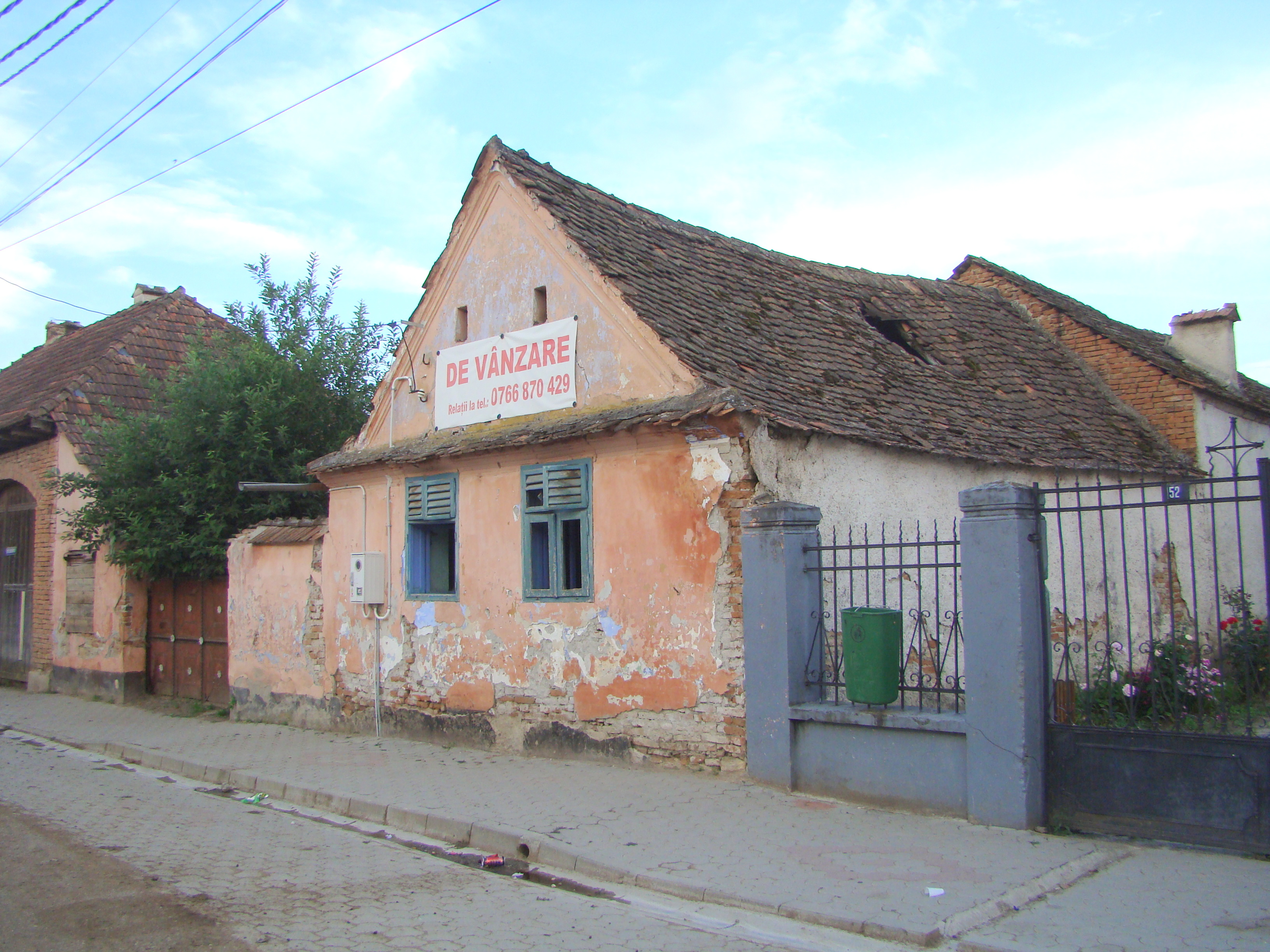
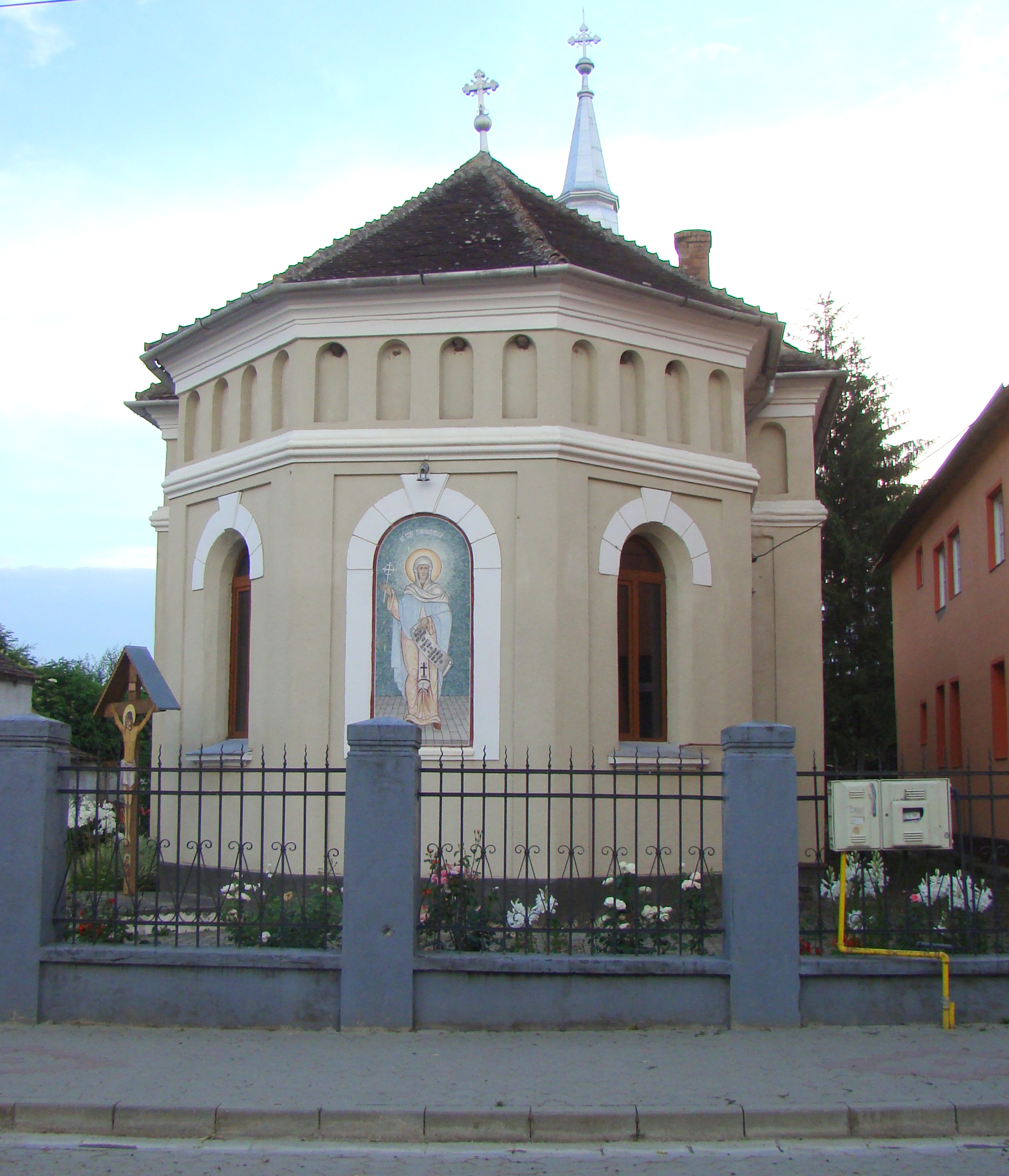
Biserica ortodoxă
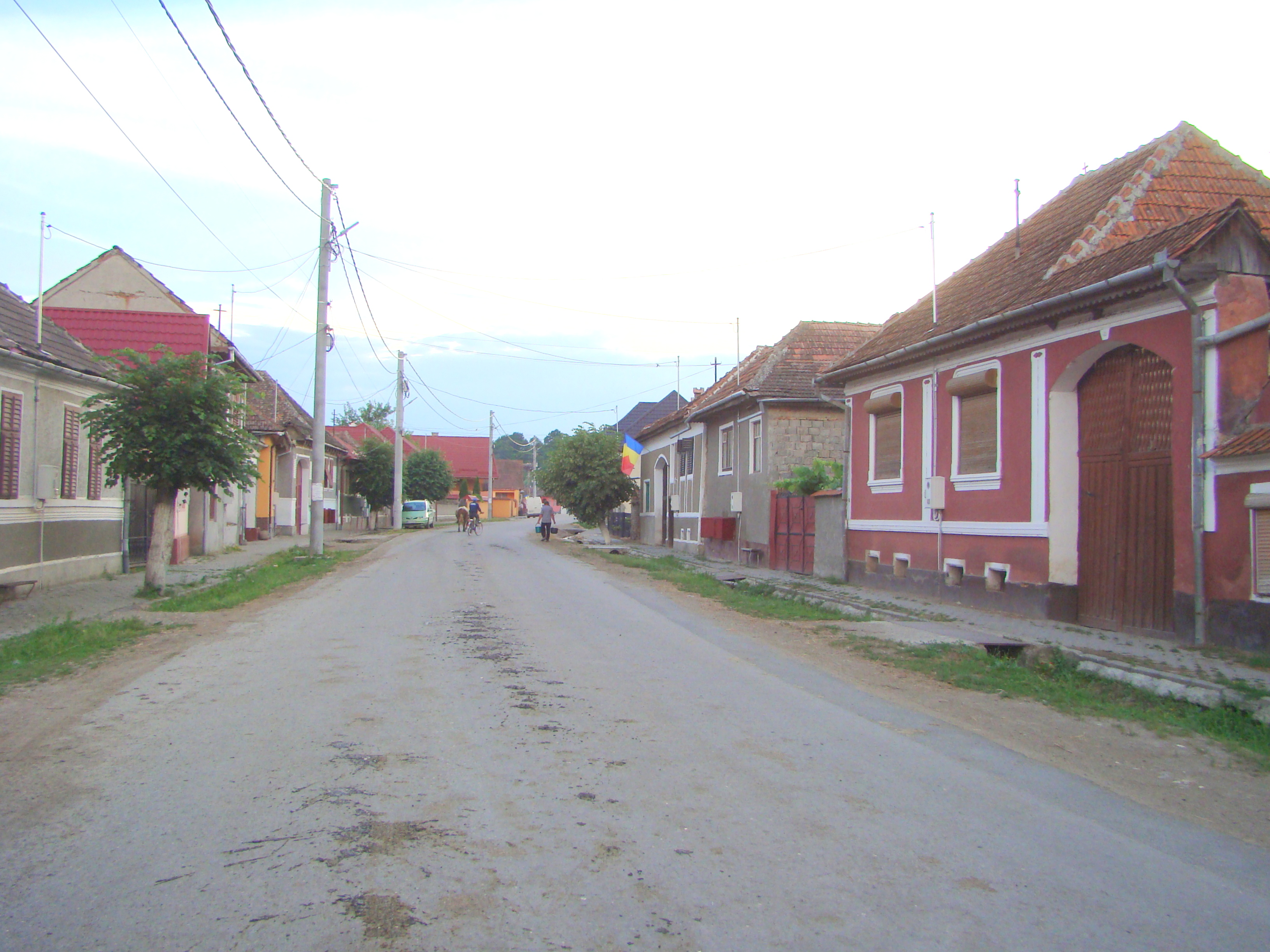
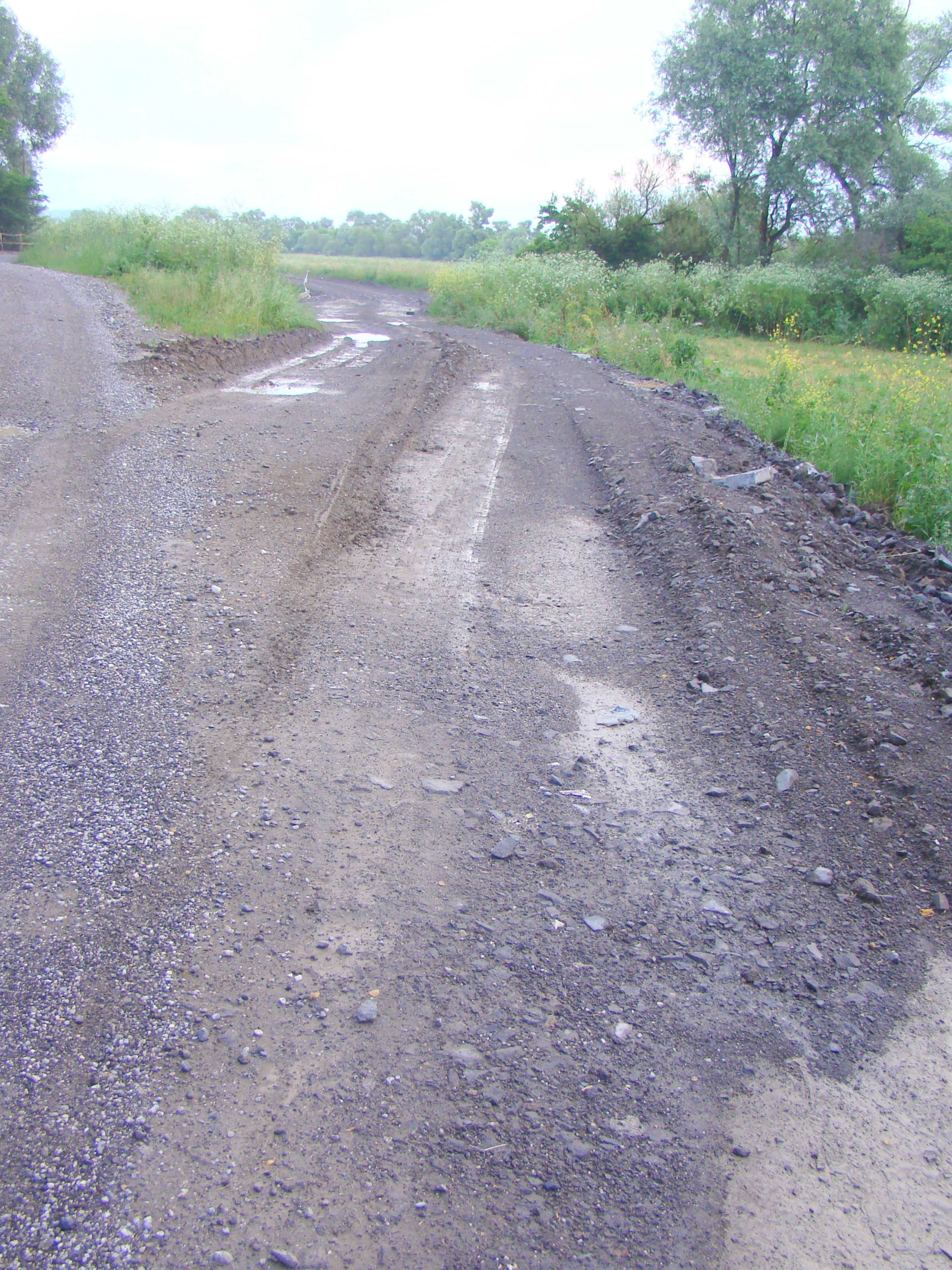
O „capodoperă” a infrastructurii rutiere: drumul Crihalma-Ungra